# Kompayak Porpramook
Kompayak Porpramook est un boxeur thaïlandais né le 18 juin 1982 à Kampaeng Petch dans la Province de Buriram.

## Carrière
Passé professionnel en 2000, il remporte le titre de champion de Thaïlande des poids pailles en 2001 et devient champion du monde des poids mi-mouches WBC le 23 décembre 2011 en battant Adrián Hernández par KO à la 10e reprise. Porpramook conserve ce titre le 3 mai 2012 aux dépens de Jonathan Taconing mais perd le combat revanche contre Hernández le 6 octobre 2012.